# Peter Wolf (Musiker)

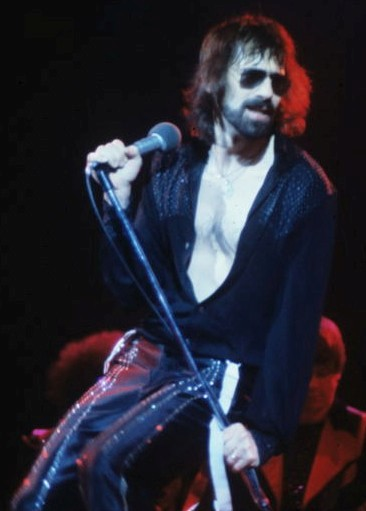
Peter Wolf bei einem Konzert

Peter Wolf (* 7. März 1946 in New York City) ist ein US-amerikanischer Musiker. Er war von 1967 bis 1983 Sänger der Gruppe J. Geils Band.

## Karriere
Wolf wollte zunächst Künstler werden, betätigte sich aber in den 1960er Jahren als Disk Jockey bei dem Radiosender WBCN in Boston. Dort wurde sein Interesse insbesondere für Blues geweckt, worauf seine musikalische Karriere zuerst als Solokünstler begann. Später gründete er eine Gruppe mit dem Namen Hallucinations, die unter anderem mit The Velvet Underground, Howlin’ Wolf, Muddy Waters, Van Morrison, John Lee Hooker und Sun Ra auftrat. Als er schließlich die J. Geils Band auf einem Konzert sah, entschloss er sich, dieser beizutreten.
1983 verließ er die J. Geils Band und war fortan als Solokünstler aktiv. 1999 trat er für einige Reunion-Gigs noch einmal mit seiner alten Band auf.
Von 1974 bis 1979 war Wolf mit der Schauspielerin Faye Dunaway verheiratet.

## Diskografie

### Studioalben
| Jahr | Titel                 | Höchstplatzierung, Gesamtwochen, AuszeichnungChartsChartplatzierungen (Jahr, Titel, Platzierungen, Wochen, Auszeichnungen, Anmerkungen) | Anmerkungen                            |
| Jahr | Titel                 | US | Anmerkungen                            |
| ---- | --------------------- | --- | -------------------------------------- |
| 1984 | Lights Out            | US24 (26 Wo.)US | Erstveröffentlichung: Juli 1984        |
| 1987 | Come as You Are       | US53 (15 Wo.)US | Erstveröffentlichung: 20. März 1987    |
| 1990 | Up to No Good         | US111 (7 Wo.)US | Erstveröffentlichung: 19. Februar 1990 |
| 2010 | Midnight Souvenirs    | US45 (2 Wo.)US | Erstveröffentlichung: 6. April 2010    |
| 2016 | A Cure for Loneliness | US144 (1 Wo.)US | Erstveröffentlichung: 8. April 2016    |

Weitere Veröffentlichungen
- 1996: Long Line
- 1998: Fool’s Parade
- 2002: Sleepless

### Singles
| Jahr | Titel Album                       | Höchstplatzierung, Gesamtwochen, AuszeichnungChartsChartplatzierungen (Jahr, Titel, Album, Platzierungen, Wochen, Auszeichnungen, Anmerkungen) | Anmerkungen                        |
| Jahr | Titel Album                       | US | Anmerkungen                        |
| ---- | --------------------------------- | --- | ---------------------------------- |
| 1984 | Lights Out                        | US12 (14 Wo.)US | Erstveröffentlichung: Juli 1984    |
| 1984 | I Need You Tonight Lights Out     | US36 (13 Wo.)US | Erstveröffentlichung: Oktober 1984 |
| 1985 | Oo-Ee-Diddley-Bop! Lights Out     | US61 (5 Wo.)US | Erstveröffentlichung: April 1985   |
| 1987 | Come as You Are                   | US15 (15 Wo.)US | Erstveröffentlichung: Februar 1987 |
| 1987 | Can’t Get Started Come as You Are | US75 (5 Wo.)US | Erstveröffentlichung: Mai 1987     |
| 1990 | 99 Worlds Up to No Good           | US78 (4 Wo.)US | Erstveröffentlichung: März 1990    |

Weitere Singles
- 1984: Crazy
- 1996: Long Line
- 1998: Turnin' Pages